# Comuna Rudnea, Letîciv
Rudnea (în ucraineană Рудня) este o comună în raionul Letîciv, regiunea Hmelnîțkîi, Ucraina, formată din satele Podilske, Revuha, Rudnea (reședința) și Terlivka.

## Demografie
Componența lingvistică a comunei Rudnea
     Ucraineană (98,66%)
     Rusă (1,34%)
Conform recensământului din 2001, majoritatea populației comunei Rudnea era vorbitoare de ucraineană (98,66%), existând în minoritate și vorbitori de rusă (1,34%).